# LOVE-arigatou-
LOVE-arigatou-(ラブ アリガトウ)とは2014年4月16日によしもとアール・アンド・シーからリリースされたアイドルグループRev. from DVLによるシングルである。

## 概要
Rev. from DVLにとってメジャーデビューシングルである。デビュー曲に選ばれた「LOVE-arigatou-」は以前からファンの間で愛されていた曲で2014年3月現在YouTubeでは250万回以上の再生回数を誇っていた。
収録曲のうち、「LOVE-arigatou-」は4月にはメンバーの橋本環奈がイメージキャラクターを担当している城南建設「住宅情報館」の「家's My Love編」にタイアップソングとして選ばれた。CMには橋本のほかRev. from DVLのメンバー6名も出演している。また、テレビ東京開局50周年特別企画『JA全農 世界卓球2014東京』の応援ソングにも選ばれた。
CDはカップリング曲および付属DVDの内容が異なる通常版2種類（その他トレーディングカードおよびハイタッチ券も封入）のほか、ジャケットおよび封入生写真の内容が異なるWEB盤が6種類の計8種類が発売された。

## 収録曲
通常盤Type-A
1. LOVE-arigatou-
作詞：RiZ☆Rie、作曲：RiZ☆Zun、編曲：生田真心
2. 逢いにきんしゃい
作詞：RiZ☆Rie、作曲：RiZ☆Zun、編曲：坂本秀一
3. らりるれろLOVE
作詞：RiZ☆Rie、作曲：RiZ☆Zun、編曲：ハマサキユウジ
4. LOVE-arigatou- (Instrumental)
5. 逢いにきんしゃい (Instrumental)
6. らりるれろLOVE (Instrumental)

通常盤Type-B
1. LOVE-arigatou-
2. 逢いにきんしゃい
3. wanna be
作詞：RiZ☆Rie、作曲：RiZ☆Zun、編曲：坂本秀一
4. LOVE-arigatou- (Instrumental)
5. 逢いにきんしゃい (Instrumental)
6. wanna be (Instrumental)

WEB盤
1. LOVE-arigatou-
2. 逢いにきんしゃい
3. Angel Voice〜天使の約束〜
作詞・作曲・編曲：生田真心
4. LOVE-arigatou- (Instrumental)
5. 逢いにきんしゃい (Instrumental)
6. Angel Voice〜天使の約束〜 (instrumental)

## DVD
通常盤Type-A
1. LOVE-arigatou-（ミュージックビデオ）
2. LOVE-arigatou- メイキング映像
3. 特典映像 Rev.from DVL の自己紹介<前編>

通常盤Type-B
1. 逢いにきんしゃい（ミュージックビデオ）
2. 逢いにきんしゃい メイキング映像
3. 特典映像 Rev.from DVL の自己紹介<後編>

## タイアップ
- LOVE-arigatou-
  - 城南建設『住宅情報館』CMソング
  - テレビ東京系列『JA全農 世界卓球2014東京』応援ソング
  - RKB毎日放送『みんなの青春のぞき見TV TEEN!TEEN!』エンディングテーマ